# Jan Philipp Sprick
Jan Philipp Sprick (* 1975 in Hamburg) ist ein deutscher Musikwissenschaftler und Professor für Musiktheorie. Seit 2022 ist er Präsident der Hochschule für Musik und Theater Hamburg.

## Leben
Jan Philipp Sprick wurde in Hamburg geboren und besuchte die Turmweg-Grundschule im Stadtteil Hamburg-Rotherbaum. Er trat einem Knabenchor bei und dann dem Albert-Schweitzer-Jugendorchester, dem Orchester des Albert-Schweitzer-Gymnasiums (Hamburg). Nach Schulabschluss studierte er Musiktheorie, in der er 2003 das Diplom erlangte, und Bratsche (Viola) an der Hochschule für Musik und Theater Hamburg. Weiterhin studierte er Musikwissenschaft und Geschichte an den Universitäten Hamburg, Berlin und Harvard. 2010 wurde er an der Humboldt-Universität zu Berlin promoviert. Seine Dissertation behandelt Die Sequenz in der deutschen Musiktheorie um 1900. 
Sprick begann 2006 Musiktheorie an der Hochschule für Musik und Theater Rostock zu lehren. 2013 wurde er dort zum Professor für Musiktheorie berufen und leitete seitdem auch das Institut für Musik der Hochschule. Er gehörte von 2008 bis 2012 dem Vorstand der Gesellschaft für Musiktheorie (GMTH) an und gab von 2011 bis 2013 deren Zeitschrift (ZGMHT) mit heraus. Als Gastprofessor (Visiting Assistant Professor) lehrte er 2012 an der University of Chicago. 2017 forschte er mit Hilfe eines Forschungsstipendiums des Landes Mecklenburg-Vorpommern zu dem Thema „Ambivalenz in der Musik“.
2018 folgte Sprick dem Ruf auf eine Professur für Musiktheorie an der Hochschule für Musik und Theater Hamburg. 2020 wurde er dort zum Vizepräsidenten für Studium und Lehre ernannt. Im Oktober 2022 trat er als Nachfolger von Elmar Lampson das Amt des Präsidenten der Hochschule für Musik und Theater Hamburg an. Vor Amtsantritt gab er an, sich als Präsident unter anderem der Problematik der sozialen Ungleichheit annehmen zu wollen, die sich in der Herkunft der Studenten äußert. Die Ausbildung solle einfacher zugänglich und der Anteil an Studenten mit Migrationshintergrund erhöht werden.
Zu den Schwerpunkten der Forschung von Sprick gehören Geschichte der Musiktheorie, methodologische Fragen zum Verhältnis von Musiktheorie und Musikwissenschaft und musikalische Ambivalenz. Er spielt neben seiner Hochschultätigkeit auch als Violist in verschiedenen freiberuflichen Ensembles.
Sprick wohnt in Hamburg-Ottensen. Der Musikwissenschaftler und Cellist Benjamin Sprick (* 1980) ist sein Bruder. Er ist als Lehrbeauftragter ebenfalls an der Hochschule für Musik und Theater Hamburg tätig.